# Changsha-Tongguan-Brennofen
Der Changsha-Tongguan-Brennofen (chinesisch 长沙铜官窑, Pinyin Chángshā Tóngguān yáo, englisch Changsha Tongguan kiln), auch Changsha-Brennofen (长沙窑,  Chángshā yáo, englisch Changsha kiln) und Tongguan-Brennofen (铜官窑,  Tóngguān yáo), war ein Keramikbrennofen in der Zeit der Tang-Dynastie bis Song-Dynastie am Fluss Xiang Jiang in Hunan. Er wurde früher als Shizhu-Brennofen (石渚窑, englisch Shizhu kiln) bezeichnet.
Die Brennofenstätten sind nach dem Ort Tongguan benannt, der zur bezirksfreien Stadt Changsha, der Hauptstadt der chinesischen Provinz Hunan, gehört. Sie befinden sich im Ort Wazhaping der Großgemeinde Tongguan und benachbarten Orten des Kreises Wangcheng. Seine Blütezeit fällt in die späte Zeit der Tang-Dynastie und die Zeit der Fünf Dynastien. Hier wurde die Dekorationstechnik der (farbigen) Unterglasur erfunden.
Die Stätte des Changsha-Tongguan-Brennofens steht seit 1988 auf der Liste der Denkmäler der Volksrepublik China (3-224).

## Einzelne Objekte
- Changsha yao youxiacai luwen zhi hu (长沙窑釉下彩鹿纹执壶,  Chángshā yáo yòuxiàcǎi lùwén zhí hú) Kanne mit Henkel dekoriert mit einem Hirsch mit Unterglasurfarbe, Changsha-Töpferware (Tang-Dynastie)

### Nachschlagewerke
- Zhongguo da baike quanshu: Kaoguxue (Archäologie). Beijing: Zhongguo da baike quanshu chubanshe 1986 (Online-text)